# Château de Ledavrée
Le château de Ledavrée  est un château-fort ruiné du XVe siècle situé à Clamerey (Côte-d'Or) en Bourgogne-Franche-Comté.

## Localisation
Le château au nord-ouest du hameau de Lédavrée, dont l'étymologie variable évoque « la haie d'arbre » (Layer d'Avrée).

## Historique
Le 23 juillet 1366, Guillaume de Clugny, bailli d'Auxois, adresse un courrier à la seigneurie de Lée d’Avrées. En 1381 à Clamerey est remarquée la tombe de Louis Quinard de Thelis, sire de Les Davrées. En 1425 est signalée l’existence d’un château appartenant à Guillaume de Gelans à Les Davrées de Clamerey. En 1488, Lédavrée semble être un fief de Soussey-sur-Brionne. Le 8 septembre 1554, Denis de Gerlans, seigneur de Thenissey en revend le quart à Denis de Gerlans. En 1564 Jean Bouton vend Les Dauvrées à Philippe de Dio. En 1589, le comte de Tavannes chasse les Ligueurs de Guillaume Duprat du château d’où ils empêchaient le ravitaillement de Semur-en-Auxois.[réf. souhaitée]

## Architecture
Composés d’une haute enceinte rectangulaire entourée d'un fossé sec et garnie de tours sur deux angles opposés, les vestiges du château de Ledavrée sont parmi les mieux conservées de Bourgogne. L'entrée est au sud, face au village, par une porte charretière avec deux rainures de flèches du pont levis flanquée de deux canonnières. À gauche, on relève les traces d'une porte charretière plus ancienne qui a été bouchée. Le long des petits côtés du rectangle, à l'est et à l'ouest, se dressent deux corps de bâtiments séparés par une cour[réf. souhaitée].

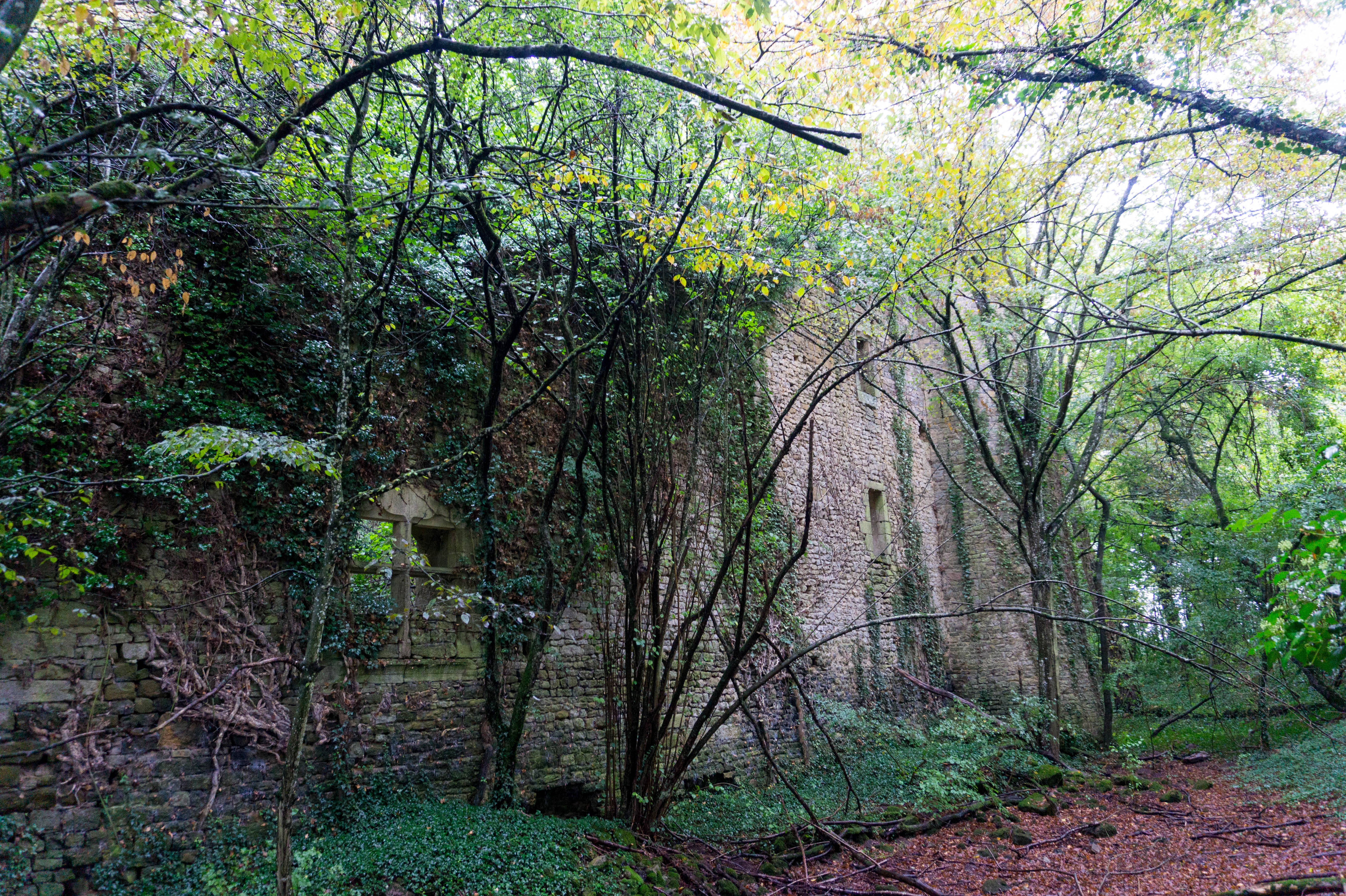
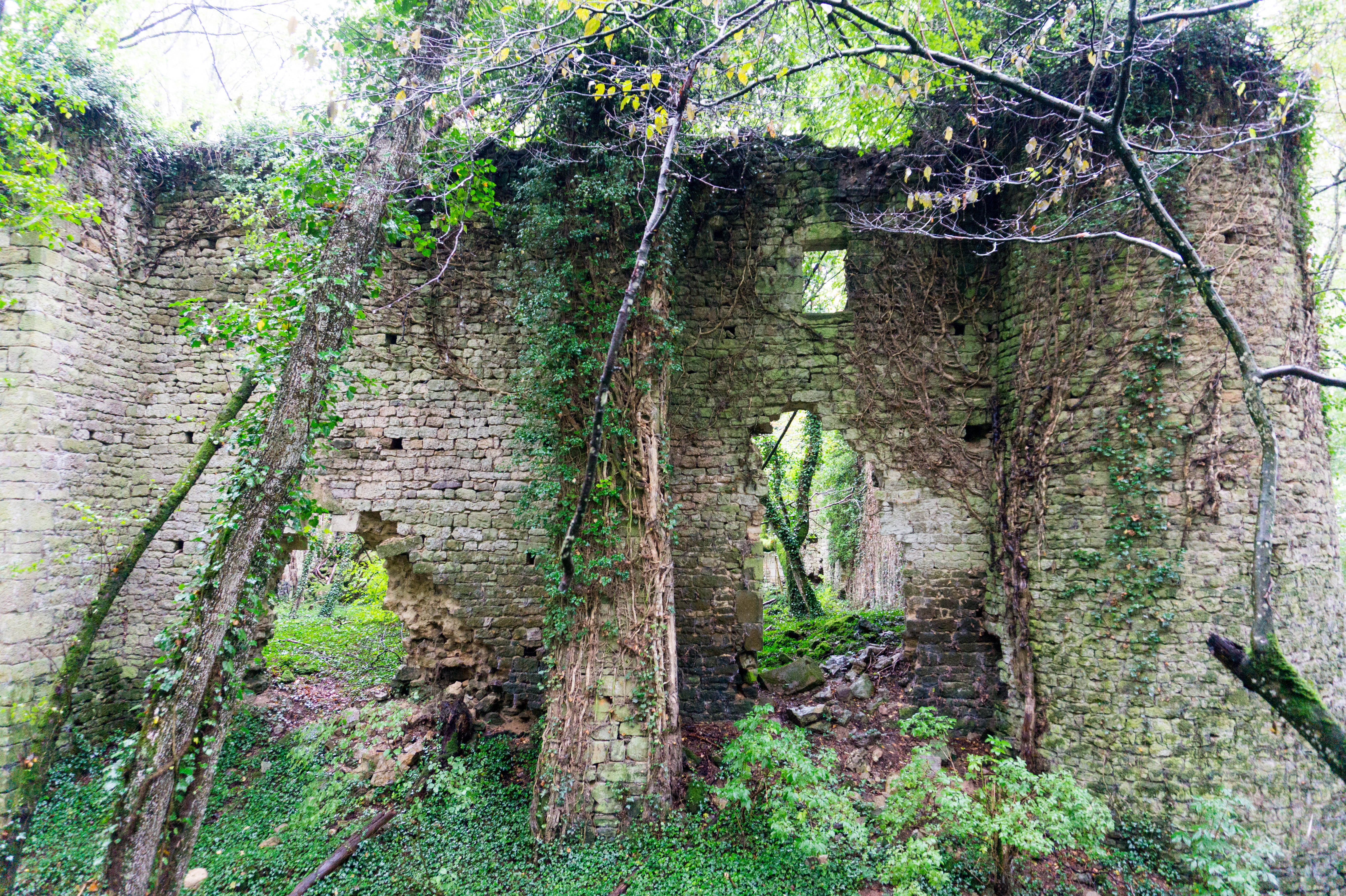

Le bâtiment le plus ancien, à l'est, semble avoir été démonté le premier et il n'en subsiste que des traces. Le bâtiment occidental est effondré, mais on y distingue encore les caves, le rez-de-chaussée et trois étages ouverts de croisées sur les courtines sud et ouest. La façade interne a disparu, laissant apparaître une tourelle d'escalier hexagonale en œuvre dont l'escalier en vis a disparu. L'angle sud-ouest du bâtiment est garni d'une tourelle haute et étroite percée de canonnières aux deuxième et troisième étages. Une tourelle identique défend l'angle nord-est du château. Au nord, le château est fermé par une courtine aveugle aussi haute que le bâtiment oriental[réf. souhaitée].
Les restes du château de Ledavrée sont inscrits aux monuments historiques par arrêté du 10 novembre 1928.